# Въздушен хокей
Въздушен хокей (на английски: Air hockey) е вид игра за двама играчи.

## Игрален състав
За играта използвана е специална маса, повърхността на масата е покрита с дупки, през които се вдухва въздух. Това формира въздушната възглавница, където диска се плъзга без контакт с повърхност.

## Правила за игра
Играчите са на противоположните страни на масата. Всеки играч използва специално устройство с диаметър от няколко сантиметра. С този инструмент, играчите удари диска.
Целта на играта е да поставите диска във вратата на противника. Играта приключва, когато един от играчите достигне определен брой точки (обикновено седем или девет) или след предварително определен срок.
Трябва да следват определени правила:
- Не е позволено да се докоснат диска от някоя част от тялото.
- Не е позволено да се блокира диска чрез покриване от устройство.
- Не е позволено да се вземе устройство от поле на игра.
- Не е позволено да си прибавяш точки.

Играта не е строго кодифицирана, най-вече заради самите играчи определят подробните правила на играта.

## Световно първенство
Първото издание на световното първенство се проведе през 1978 г.